# Чуканов, Виктор Николаевич
Виктор Николаевич Чуканов (15 сентября 1938 года, Первоуральск, Свердловская область, РСФСР, СССР — 7 августа 2008 года, Екатеринбург, Россия) — советский и российский физик, специалист в области промышленной экологии, член-корреспондент РАН (2003).

## Биография
Родился 15 сентября 1938 года в Первоуральске Свердловской области.
В 1964 году — окончил физико-технический факультет Уральского политехнического института, где в дальнейшем обучался в аспирантуре на кафедре молекулярной физики и работал.
В 1970 году — защитил кандидатскую, а в 1987 году — докторскую диссертации.
С 1988 года — профессор кафедры молекулярной физики в УГТУ-УПИ.
С 1989 года — возглавлял созданный им Научно-инженерный центр экологической безопасности УрО РАН, который в 1992 году был преобразован в Институт промышленной экологии УрО РАН (единственный академический институт, занимающийся системными экологическими исследованиями территорий с высокой техногенной нагрузкой).
В 2003 году — избран членом-корреспондентом РАН.
Умер 7 августа 2008 года в Екатеринбурге. Похоронен на Широкореченском кладбище.

## Научная деятельность
Специалист в области физики фазовых переходов и метастабильных состояний, а также в новых пограничных областях знаний — экология энергетики и системные экологические исследования.
Вел работу по развитию научного направления: комплексное исследование кинетических и теплофизических свойств водородносвязанных веществ в метастабильном состоянии.
Под его научным руководством разработана методология системного анализа проблем экологически неблагополучных территорий, в том числе радиоактивно загрязнённых. На основе этой методологии для городов Каменск-Уральский и Орск обоснован статус территорий с чрезвычайной экологической ситуацией и разработаны федеральные целевые программы по оздоровлению окружающей среды и населения.
Автор более 250 научных работ.
В 2002 году организовал и стал ответственным редактором издания Вестника УрО РАН «Наука. Общество. Человек».
Под его руководством защищены 8 кандидатских диссертаций.

## Награды
- Государственная премия Российской Федерации в области науки и техники (в составе группы, за 1999 год) — за цикл работ «Метастабильные состояния жидкости: фундаментальные исследования и приложения к энергетике»
- Орден Дружбы (2004)[4]

## Из библиографии

### Диссертации
- Метастабильные состояния воды и жидких фреонов : диссертация … кандидата физико-математических наук : 01.00.00 / В. Н. Чуканов. — Свердловск, 1970. — 161 с. : ил.
- Чуканов, Виктор Николаевич. Метастабильные состояния водородносвязанных веществ : Перегретая жидкость и пересыщенный пар : диссертация … доктора физико-математических наук : 01.04.14. — Свердловск, 1987. — 349 с. : ил.

### Учебные пособия
- Методы физики конденсированного состояния : [Учеб. пособие] / В. Н. Чуканов, П. А. Павлов; Науч. ред. Б. А. Калинин; Урал. политехн. ин-т им. С. М. Кирова. — Свердловск : УПИ, 1989. — 103 с. : ил.

### Под его редакцией
- Радиация, экология, здоровье : [В 3 ч.] / Рос. акад. наук, Урал. отд-ние, Ин-т пром. экологии ; Под общ. ред. В. Н. Чуканова. — Екатеринбург : Ин-т пром. экологии, 1994. — 20 см.
  - Ч. 1: Изучение эколого-радиационной обстановки региона. — 190 с.,[2] л. к. : схемы.; ISBN 5-7691-0463-5
  - Ч. 2: Влияние радиационного воздействия на здоровье населения. — 156,[3] с. : ил.
  - Ч. 3: Социально-экономическая реабилитация загрязненных территорий. — 91,[2] с.; ISBN 5-7691-0475-9
- Пневмокониозы: патогенез и биологическая профилактика / Б. А. Кацнельсон, О. Г. Алексеева, Л. И. Привалова, Е. В. Ползик; [Отв. ред. В. Н. Чуканов]; Рос. акад. наук, Урал. отд-ние, Ин-т пром. экологии. — Екатеринбург : Изд-во УрО РАН, 1995. — 324,[2] с. : граф.; 21 см; ISBN 5-7691-0491-0
- Урал: наука, экология / Рос. акад. наук. Урал. отд-ние. Ин-т пром. экологии; [Отв. ред. В. Н. Чуканов]. — Екатеринбург, 1999. — 426, [1] с. : ил., табл.; 21 см; ISBN 5-7691-0966-1
- Радон и рак / Е. В. Ползик [и др.]; [отв. ред. В. Н. Чуканов] ; Российская акад. наук, Уральское отд-ние, Ин-т промышленной экологии. — Екатеринбург : Ин-т промышленной экологии, 2008. — 131, [3] с. : ил., табл.; 21 см; ISBN 5-7691-1573-4